# Wattsia mossambica
Wattsia mossambica là một loài cá trong họ Lethrinidae. Hiện tại người ta coi nó là loài duy nhất của chi Wattsia.
Các tên gọi trong tiếng Anh: Mozambique large-eye bream, Mozambique seabream, Large-eye sea bream,Large-eye bream.

## Mô tả
Cá hè răng đai là cá kích thước trung bình, có thể dài tới 55 xentimét (22 in), tuy nhiên kích thước thường thấy là 35 xentimét (14 in).
Mặt trong của trục vây ngực không có vảy. Màu tổng thể là màu xám bạc với ánh vàng loang khắp cơ thể; các mép vảy có màu nâu. Các vết hoặc thanh sẫm màu không rõ ràng đôi khi xuất hiện trên cơ thể. Môi màu trắng đến vàng. Vây có màu vàng, đốm nâu nhạt có thể xuất hiện trên tia mềm vây lưng, vây hậu môn và vây đuôi. Một thanh màu ánh đen hẹp chạy ngang qua gốc vây ngực. Vây lưng: Tia gai 10, tia mềm 10. Vây hậu môn: Tia gai 3, tia mềm 10.

## Phân bố
Wattsia mossambica sinh sống trong vùng biển nhiệt đới thuộc Ấn Độ Dương và tây Thái Bình Dương, từ vùng ven biển phía đông châu Phi tới các đảo trên Thái Bình Dương như Micronesia, Papua New Guinea. Về phía bắc tới miền nam Nhật Bản còn về phía nam tới Australia. Độ sâu sinh sống 100–290 mét (330–950 ft).

## Sinh học
Sinh sống cạnh rìa ngoài thềm lục địa. Thức ăn là các động vật không xương sống tầng đáy và cá nhỏ. Được đánh bắt chủ yếu bằng câu vàng (longline fishing) đáy và lưới vét đáy.